# آلماسیانی
آلماسیانی (به لاتین: Almasiani) یک منطقهٔ مسکونی در گرجستان است که در شهرداری کازبگی واقع شده‌است. آلماسیانی ۲۲ نفر جمعیت دارد و ۱٬۹۶۰ متر بالاتر از سطح دریا واقع شده‌است.